# 虚岁
虚岁

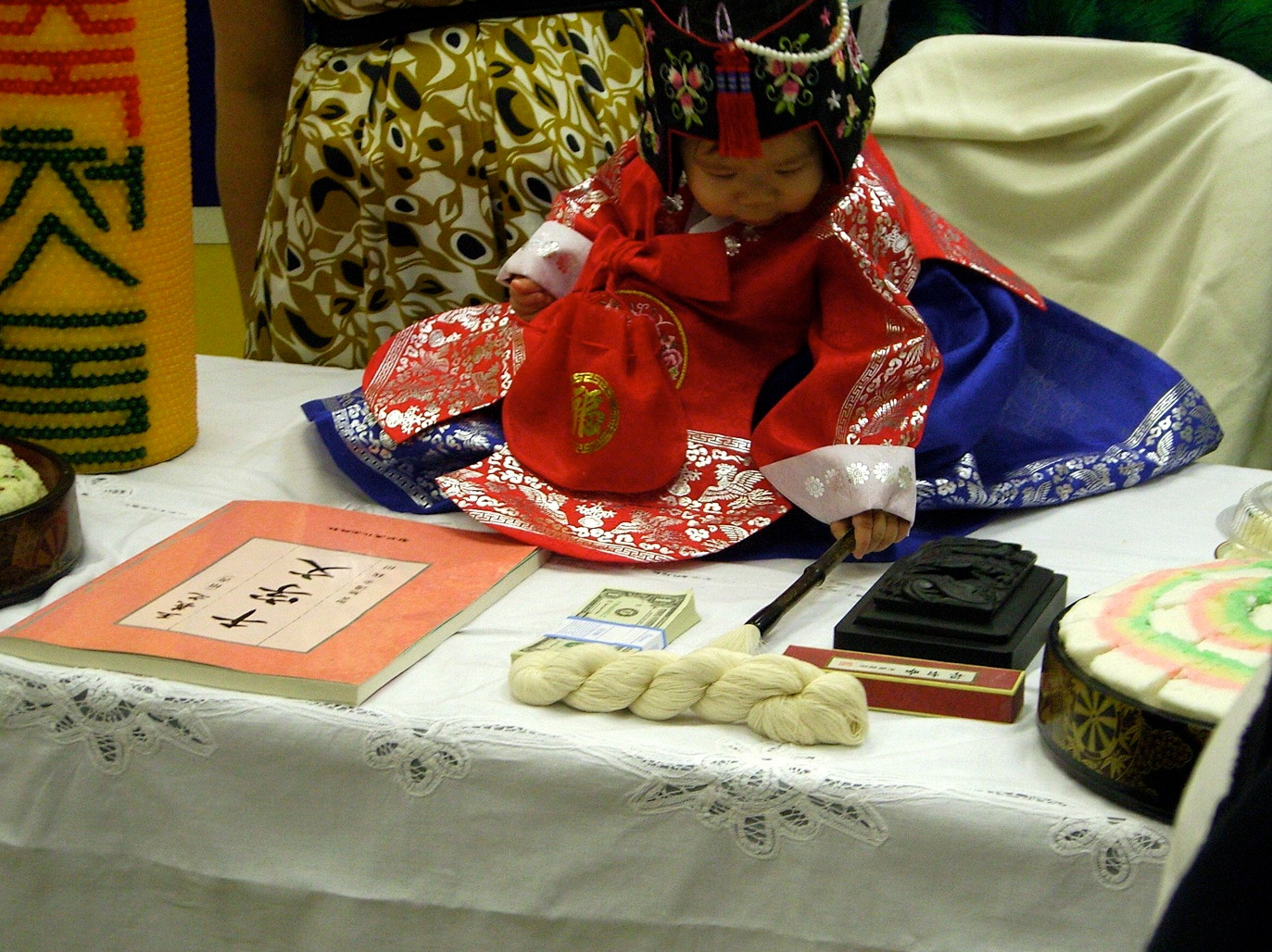

是中国大陆、香港、澳门、台湾等地传统的年龄计算方法之一，与周岁（又称实岁、足岁）并存，且自古以来通行于汉字文化圈。其计算方式是依据个人生活过的农历（现代日本、韩国、越南等改为公历）年份总数来确定。
或者说，虚岁是序数，是指“第几岁”。
按照虚岁的算法，婴儿出生时即为一岁，以后每过一个农历新年便增加一岁。这与周岁算法不同，后者是以出生日期为基准。例如，丁亥年出生的人，到两年后的己丑年，已经历丁亥、戊子、己丑三个年份，故虚岁为三岁。理论上，虚岁可能比周岁大一岁或两岁，分别称为“虚一岁”或“虚两岁”，具体差距取决于出生日期。例如，春节前出生的孩子，一过春节便虚长两岁，因此比周岁大接近两岁。而不存在虛歲和實歲一樣大的情況。
需要注意的是，雖然虛歲是中國古代常見的年齡計算方式，但並非只用虛歲而不用實歲，而是兩種年齡並行使用。

## 計算方式
|          | 出生時計為？                               | 何時增長年齡？ | 適用地區                         |
| -------- | ------------------------------------------ | -------------- | -------------------------------- |
| 周歲     | 0歲                                        | 當事人生日當天 | 世界各地（包括中國古代）         |
| 傳統虛歲 | （第）一歲                                 | 農曆春节       | 古代中華文化圈、現代中國         |
| 現代虛歲 | 一歲（韓國） 0歲（越南、現代中國部分地區） | 公曆1月1日     | 韓國、越南、現代中國部分地區等地 |

## 與周歲的年齡差
以傳統虛歲計算，若當事人出生的日期位於出生那年的公曆1月1日到當年的農曆新年前之間，則每年：
| 從             | 至               | 虛幾歲 |
| -------------- | ---------------- | ------ |
| 公曆1月1日     | 當事人生日前一天 | 虛兩歲 |
| 當事人生日當天 | 農曆新年前       | 虛一歲 |
| 農曆新年       | 公曆12月31日     | 虛兩歲 |

以傳統虛歲計算，若當事人出生的日期位於出生那年的農曆新年到當年的公曆12月31日之間，則每年：
| 從             | 至               | 虛幾歲 |
| -------------- | ---------------- | ------ |
| 公曆1月1日     | 農曆新年前       | 虛一歲 |
| 農曆新年       | 當事人生日前一天 | 虛兩歲 |
| 當事人生日當天 | 公曆12月31日     | 虛一歲 |

以現代虛歲計算，則每年：
| 從             | 至               | 虛幾歲 |
| -------------- | ---------------- | ------ |
| 公曆1月1日     | 當事人生日前一天 | 虛兩歲 |
| 當事人生日當天 | 公曆12月31日     | 虛一歲 |

## 其他國家計算方法

### 韓國
韓國是大中華地區以外，虛歲用途最廣泛的國家。 韓國虛歲以公曆為準，每人一出生即由一歲計算。當元旦來臨，每人再加一歲（此時虛歲年齡比周歲年齡大2歲），滿歲時減去（兩種計算方式年齡差降為1歲），所以一個在1月1日生日的人（例：朴成賢、裴格林、鄭美美）不會因當日為元旦日而加上第二歲，但在除夕生日的人（例：PSY、林玄植），在自己在世的第二天（甚至第二秒（23:59:59出生）），其虛歲已是二歲。法例上，雖然法定年齡多以實歲為主，但買菸酒的合法年齡是以20歲（虛歲）為準。韓國也承認農曆生日。2009年起，也把入學年歲分界，由公曆4月1日（日韓開學日）改為元旦，「月份大」的輩分分割也被廢除。
鑒於年齡計算方法不統一造成混亂，2022年，韓國總統當選人尹錫悅宣佈上任後將立法規定在司法和行政等領域上統一以周歲計算年齡。此法案於同年12月8日通過，並於2023年6月28日起正式實施。

### 越南
定義上，虛歲以公曆為準，加上每人一出生即由零歲計算。當元旦來臨，每人再加一歲（此時虛歲年齡比周歲年齡大1歲），滿歲時減去（兩種計算方式年齡相等），所以一個在1月1日生日的人不會因當日為元旦日而加上第一歲，但在除夕生日的人，其虛歲已是一歲。

### 日本
在日本傳統的年齡計算系統，即計算年數（kazoedoshi）中，一個人的年齡亦以元旦為界線。1902年12月22日通過的《年齡計算法》（ 1902年12月2日第50號法）將1873年大政官公告第36號的條文廢除，民法典開始將出生日期視為起始日期，日本正式採用周歲為正式年齡。 然而傳統的年齡制度在民間仍然十分普遍，因此在1950年，日本政府又制定了另一項法律，鼓勵人們使用現代年齡制度。
如今傳統系統僅由老年人和農村地區使用。 在其他地方，它的使用僅限於傳統儀式、占卜和訃告。

## 相關概念
粵語歇後語「死人燈籠——報大數」：在中國傳統喪禮上的燈籠會寫上死者的終年，但此年齡通常比實際虛歲大三歲，亦即是說可能比周歲大四歲。這是因為根據中國傳統曆法中「十九年七閏」的規則，一個終年90多歲的人一生中大概會經歷30多個閏月，而這些閏月加起來的時間就大約等於3年，稱為「積閏享壽」，傳統上又被認為是天、地、人各贈一歲，這種習俗就是這句歇後語的由來。後來此句被用來形容人誇大其辭的行為。